# Adenocarpus telonensis
Adenocarpus telonensis é uma espécie de planta com flor pertencente à família Fabaceae. 
A autoridade científica da espécie é (Loisel.) DC., tendo sido publicada em Flore Française. Troisième Édition (Suppl.): 549. 1815.
Trata-se de uma planta do tipo nanofanerófito, que ocorre em matos e terrenos incultos, no Sudoeste da Europa e no Norte de África. A época de floração dá-se de Maio a Julho. O seu nome comum é codeço.

## Sinónimos
A espécie é sinónima de Adenocarpus grandiflorus Boiss.

## Portugal
Trata-se de uma espécie presente no território português, nomeadamente em Portugal Continental.
Em termos de naturalidade é nativa da região atrás indicada.

## Protecção
Não se encontra protegida por legislação portuguesa ou da Comunidade Europeia.